# 대함 미사일

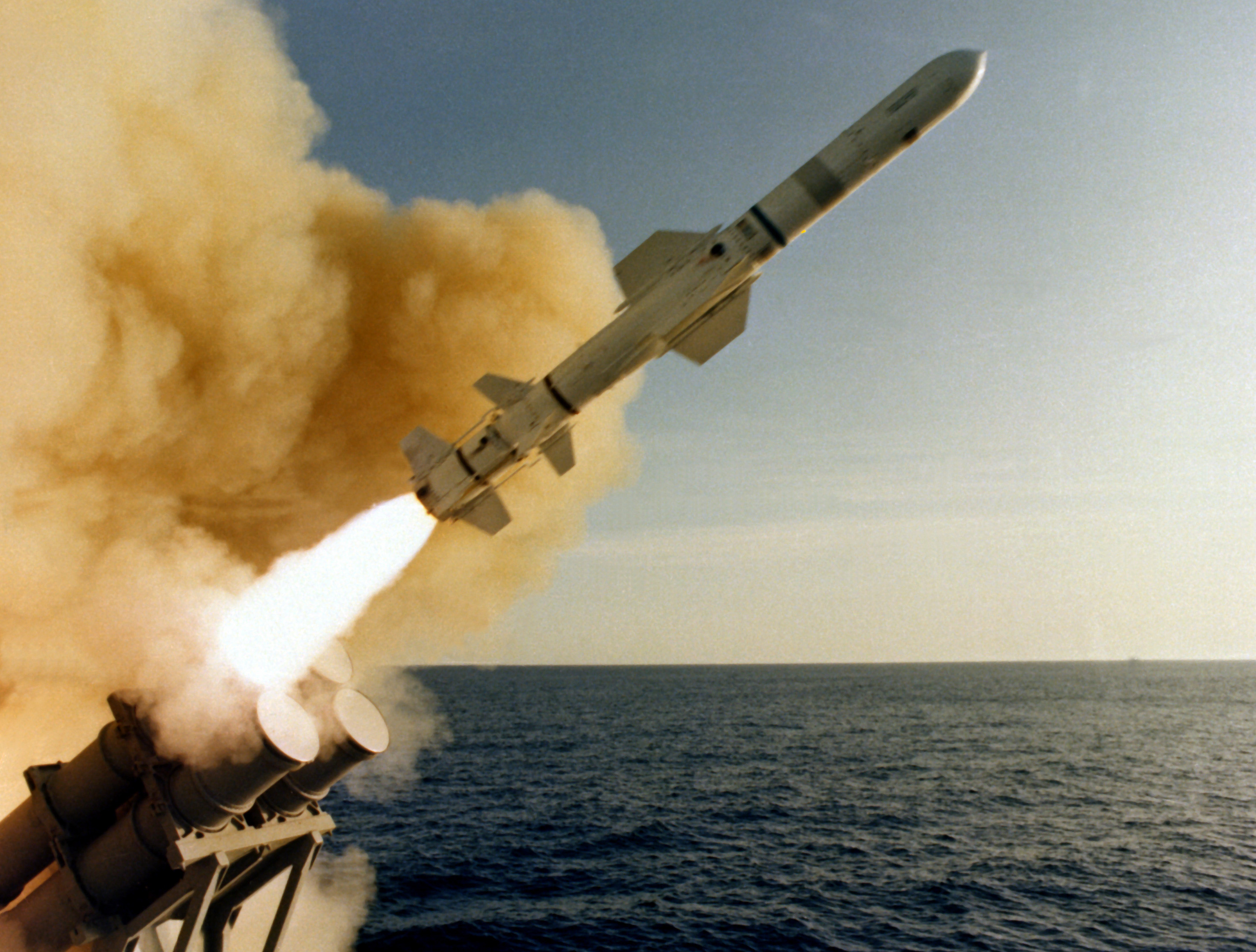
1983년에 USS 리히(Leahy)에서 발사되는 RGM-84 하푼 미사일

대함 미사일(영어: anti-ship missile, AShM)은 군함이나 함선을 파괴하도록 설계된 미사일이다. 대부분의 대함 미사일은 시 스키밍 방식이며, 많은 경우에 관성 유도와 능동 레이다 유도를 조합하여 사용한다. 다른 많은 대함 미사일들은 적외선 유도를 사용하여 함선에서 방출되는 열을 추적하다.
나치 독일에 의해 제작된 최초의 대함 미사일은 무선유도을 사용했다. 이들은 1943-44년 동안 지중해에서 약간의 성공을 거두었고, 헨셸 Hs 293호와 함께 적어도 31척의 배를 침몰시키거나 이탈리아 전함 로마와 경순양함 USS 사바나를 포함하여 프리츠 X호와 함께 7척 이상을 크게 손상시켰다. HS 293의 변형 모델에는 TV 카메라/송신 장치가 탑재되었다. 이를 탑재한 폭격기는 해군 대공포  범위 밖으로 비행할 수 있으며 폭격기를 통해 시각적 유도를 사용하여 무선 조종으로 미사일을 목표물로 유도할 수 있다.
오늘날 많은 대함 미사일은 지상 군함(함대함 미사일이라고도 함), 잠수함, 폭격기, 전투기, 초계기, 헬리콥터, 해안포대, 육상차량 및 심지어 어깨로 발사하는 보병을 포함한 다양한 무기 시스템에서 발사될 수 있다.

## 어원
"대함 미사일"이라는 말의 대표적인 약어는 공대지 미사일(ASM), 대잠 미사일(ASWM), 위성공격 미사일(ASATM)과의 혼동을 피하기 위해 사용되는 AShM 또는 ASHM이다.

## 같이 보기
- 미사일
- 대잠 미사일

- 함대함 유도탄
- 지대함 유도탄
- 공대함 유도탄